# Guaraniella
Guaraniella is een geslacht van spinnen uit de  familie van de Theridiidae (kogelspinnen).

## Soorten
- Guaraniella bracata Baert, 1984
- Guaraniella mahnerti Baert, 1984